# 電玩世界 (探險活寶)
〈電玩世界〉（英語：Guardians of Sunshine）是《探險活寶》第二季第16集。在卡通頻道2011年2月21日播出。 本集以小男孩阿寶和魔法狗老皮為主角，講述阿寶和老皮須打敗從嗶莫內部釋出電子遊戲中的三個頭目。

## 劇情
阿寶和老皮玩橫向捲軸遊戲《保護陽光》（Guardians of the Sunshine），阿寶使用移動組合攻擊頭目青蛙山姆（Sleepy Sam）。但失敗，並憤怒地說若真的在遊戲裡，他可輕鬆打敗青蛙山姆。但嗶莫解釋實際上在遊戲中是非常危險的。然而阿寶和老皮不理睬嗶莫的警告，最終決定戲弄嗶莫將它們輸入到“主要大腦遊戲框架”中，成為《保護陽光》中的角色。
二人試圖擊敗遊戲中的跳跳蜂（Bouncy Bee）、泥漿小兔（Honey Bunny）和青蛙山姆，但之後才知道他們的冒險技能沒有傳到這數位環境。阿寶和老皮失去幾條命之後，他們試著突破，卻意外導致遊戲故障。阿寶、老皮，以及跳跳蜂、泥漿小兔和青蛙山姆，都被推出現實世界，三個頭目決定摧毀監禁他們的嗶莫。幸運的是，阿寶成功使用從此劇集開頭組的移動組合來摧毀怪物。

## 幕後製作
《電玩世界》是《探險活寶》第二季的第16集。此集由阿古·卡斯圖埃拉和湯姆·赫皮奇擔任編劇。由單一作家組：馬克·貝克、小史蒂夫、派屈克·麥克海爾、肯特·奧斯本、特普·范·奧曼、潘得頓·沃德和梅里韋瑟·威廉擔任構思，卡斯圖埃拉和赫皮奇將其改編成分鏡。《探險活寶》的原作沃德在這季的節目負責人，但後來在第五季辭職:45。
此集是第一個不完全手工繪製的動畫節目。在遊戲的橋段為三維，、程式化與可辨別多邊形和低幀數而聯想到定格动画。這都是由加利福尼亞藝術學院畢業生傑奇（Jacky Ke Jiang）所製做的。為了製作角色和橋段中的環境，傑奇負責製作他們的模型、裝備網格，並且自己製作動畫。總共跑了將近六分鐘。

## 發行與反響
《電玩世界》於2011年2月21日在卡通頻道首播。此集有173萬觀眾觀看，18至49歲的尼爾森收視率為0.3。尼爾森評級是收視率系統，決定了在美國電視節目的觀眾人數和組成，表示在所有家庭中18到49歲的，0.3%的人在觀看電視。此集首次在2012年《惡夜魔境》的DVD發行，後來在2013年完整版第二季DVD發行。
《io9》的查理·珍·安德斯對此集列入虚拟现实。類似地，《Kotaku》的班·伯特利（Ben Bertoli）列為動畫中視頻遊戲的最好劇集。安德斯讚揚此集的幽默，且描述動畫中，第三代視頻遊戲的風格，讓人回到第一個描寫虛擬現實的作品。《IGN》的馬特·福勒（Matt Fowler）稱是第二季的優質劇集，《影音俱樂部》的奧利弗·薩瓦（Oliver Sava）描述為能代表整個節目的劇集。《Destructoid》的傑森·福爾摩斯（Jason Holmes）對配演老皮的約翰·迪·馬吉歐寫正面評語，並且預期此集可能是動畫系列中最好的一集。
伯特利稱讚動畫，且發現阿寶和老皮自願進入遊戲是獨一無二，根據《聖安東尼奧快報》的雷納·A·古茲曼（René A. Guzman）的觀點，他發現啟發《探險活寶》改編成的遊戲可媲美《電子世界爭霸戰》。電視台後來發行2012年的節目改編成第一個視頻遊戲。《Game Rant》的傑夫·席勒（Jeff Schille）點出沃德的參與，並寫道改編自《電玩世界》及第三季《皮老爹的地窖》這件事並不奇怪。

## 說明
1. ↑  傑奇於2009年畢業，專攻實驗動畫[6]。
2. ↑  在劇集播出之前，製作人員發行其中一橋段的手繪動畫[7]。